# Arctornis florella
Arctornis florella är en fjärilsart som beskrevs av Collenette 1935. Arctornis florella ingår i släktet Arctornis och familjen tofsspinnare. Inga underarter finns listade i Catalogue of Life.